# Batrachomyia atricornis
Batrachomyia atricornis är en tvåvingeart som beskrevs av Malloch 1925. Batrachomyia atricornis ingår i släktet Batrachomyia och familjen fritflugor. Inga underarter finns listade i Catalogue of Life.